# Tomasz Prądzyński
Tomasz Prądzyński /fr. Thomas Pradzynski/ (ur. 29 listopada 1951 w Łodzi, zm. 21 grudnia 2007 w Paryżu) – polski malarz tworzący od 1977 we Francji. 

## Życiorys
Pierwszych lekcji malarstwa udzielała mu mieszkająca w Krakowie ciotka Joanna, gdy miał dziewięć lat razem z rodziną przeprowadził się do Francji i zamieszkał w paryskiej dzielnicy Montmartre. Do Polski powrócił w 1965 i kontynuował naukę malarstwa i rysunku, uczył się również w Lycée Français, po ukończeniu szkoły średniej studiował socjologię i ekonomię na Uniwersytecie Warszawskim. W 1977 razem z żoną Joanną wyjechał na stałe do Francji, zamieszkał w Paryżu w dzielnicy Montmartre. Został zamordowany gdy szedł z żoną ulicą przez innego użytkownika drogi (tzw. zjawisko Road Rage).  

## Twórczość
Twórczość Tomasza Prądzyńskiego charakteryzuje się fotograficzną dokładnością szczegółów i w związku z tym jest zaliczana do realizmu. Tworzył realistyczne sceny z ulic francuskiej stolicy, szczególnie upodobał sobie widoki małych uliczek Montmartre i Dzielnicy Łacińskiej, ale nie ma na nich postaci ludzkich. Często wystawiał obrazy w Trajan Gallery.
Prace były prezentowane w Stanach Zjednoczonych, Niemczech i Japonii.